# Hürth
Hürth és un municipi situat en el districte de Rin-Erft, a l'estat federat de Renània del Nord-Westfàlia (Alemanya), amb una població a la fi de 2016 d'uns 59.272 habitants.
És situat al sud-oest de l'estat, a la regió de Colònia, prop de la riba del riu Erft —un afluent esquerre del Rin— i a poca distància a l'oest de la ciutat de Colònia.

## Nadius famosos
- Michael Schumacher (n. 1969), expilot de Fórmula 1.
- Ralf Schumacher (n. 1975), expilot de Fórmula 1, germà de l'anterior.